# August Ferdinand Dähne
August Ferdinand Dähne (* 26. Oktober 1807 in Leipzig; † 1. Dezember 1893 in Gandersheim) war ein deutscher evangelischer Theologe.

## Leben
August Ferdinand Dähne wurde am 26. Oktober 1807 in Leipzig geboren. Er wurde auf dem dortigen Nicolaigymnasium vorgebildet, wo er auch seine Reifeprüfung absolvierte. Dann bezog er zum Philosophie- und Theologiestudium die Universität Leipzig und wurde zum Doktor der Philosophie sowie zum Magister der Theologie promoviert. Damit war sein Studium abgeschlossen.
Anschließend ging er an die Universität Halle und erhielt mit dem Grad eines theologischen Lizentiaten die Lehrberechtigung. Nach seiner Habilitation 1835 stellte ihn die Universität als außerordentlichen Professor ein. Er hielt auch Lesungen über lateinische Repetitorien und über den Paulinismus. Außerdem lehrte er die Exegese des Neuen Testaments und Kirchengeschichte.
Wegen einer Neuordnung der theologischen Fakultät der Universität in Hinblick auf den Antirationalismus zog sich Daehne von seiner Professur zurück. Dennoch hielt er weiter Vorlesungen, obgleich diese nun nur schwach besucht wurden. In Halle wirkte er auch an der Moritzgemeinde. So war er jahrzehntelang Kirchenvater.
Am 1. Dezember 1893 verstarb Daehne 86-jährig in Gandersheim nach einer Nierenkrankheit.

## Werke
- Geschichtliche Darstellung der jüdisch-alexandrinischen Religionsphilosophie (1834)